# Bajang (Pakong)
Bajang is een bestuurslaag in het regentschap Pamekasan van de provincie Oost-Java, Indonesië. Bajang telt 1500 inwoners (volkstelling 2010).